# Tropisk Kærlighed
Tropisk Kærlighed er en dansk stum melodramafilm fra 1912 produceret af Nordisk Films Kompagni og instrueret af August Blom efter manuskript af Helga Stewens. 
Filmen havde dansk premiere den 12. februar 1912 i Panoptikon Teatret i København og blev i tysktalende lande distribueret som Indisches Blut, i engelsktalende lande som Love In The Tropics og i fransktalende lande som Amour dans les Tropiques.  

## Handling
Den unge englænder Cecil Brown bor og arbejder på en teplantage i Indien. Da han skal på orlov til London, vil hans indiske kæreste Profula med. Han modsætter sig, selvom hun tigger og beder. Først da hun truer ham med at tage sit eget liv, hvis ikke de øjeblikkeligt bliver gift og rejser sammen til London, giver han efter. Den første tid som ægtepar i London er idel lykke, men der går ikke længe, før problemerne melder sig.
Cecil gør alt for sin hustru, men hendes totale mangel på civilisation skaffer Cecil mange ærgelser. En dag stjæler hun en kostbar diamantbroche, og Cecil må levere den tilbage til juveleren. Om aftenen møder Cecil sig ungdomskærlighed, Miss Violet Barry, og kærligheden blusser straks op igen. Men Profula bliver skinssyg og hendes mørke øjne lyner af harme, når Cecil nærmer sig Miss Barry. Noget senere mødes de på et badehotel, hvor Cecil og Miss Barry flirter med hinanden og  Profula forsøger at forgive Miss Barry, men Cecil redder hende i sidste øjeblik. Profula er ængstelig, da Cecil kommer tilbage, og hun løber ud af huset og over en jernbaneoverskæring. Hun kommer over leddet, men toget kommer - og den lille hindupige får fred.

## Medvirkende
- Valdemar Psilander som Mr. Cecil Brown
- Edith Buemann Psilander som Profula
- Else Frölich som Miss Violet Barry
- Axel Boesen
- Frederik Christensen
- Aage Hertel